# Kanton Le Coeur de Béarn
 Le Coeur de Béarn  is een kanton van het Franse departement Pyrénées-Atlantiques. Het kanton maakt deel uit van de arrondissementen  Oloron-Sainte-Marie (32) en Pau (15)

 Het telt 27.107 inwoners in 2018.

Het kanton  werd gevormd ingevolge het decreet van 25  februari 2014 met uitwerking op 22 maart 2015 met Mourenx  als hoofdplaats.

## Gemeenten
Het kanton Le Coeur de Béarn omvat volgende 47 gemeenten.
- Abidos
- Abos
- Angous
- Araujuzon
- Araux
- Audaux
- Bastanès
- Bésingrand
- Biron
- Bugnein
- Cardesse
- Castetnau-Camblong
- Castetner
- Charre
- Cuqueron
- Dognen
- Gestas
- Gurs
- Jasses
- Laà-Mondrans
- Lacommande
- Lagor
- Lahourcade
- Lay-Lamidou
- Loubieng
- Lucq-de-Béarn
- Maslacq
- Méritein
- Monein
- Mourenx
- Nabas
- Navarrenx
- Noguères
- Ogenne-Camptort
- Os-Marsillon
- Ozenx-Montestrucq
- Parbayse
- Pardies
- Préchacq-Navarrenx
- Rivehaute
- Sarpourenx
- Sauvelade
- Sus
- Susmiou
- Tarsacq
- Viellenave-de-Navarrenx
- Vielleségure